# Berlepschia rikeri
A Berlepschia rikeri a madarak (Aves) osztályának verébalakúak (Passeriformes) rendjébe, valamint a fazekasmadár-félék (Furnariidae) családjába tartozó Berlepschia nem egyetlen faja.

## Rendszerezése
A fajt Robert Ridgway amerikai ornitológus írta le 1886-ban, a Picolaptes nembe Picolaptes rikeri néven, innen helyezték jelenlegi nemébe. A nem tudományos nevét Hans Hermann Carl Ludwig von Berlepsch német ornitológusról, faji nevét C. Riker-ről kapta.

## Előfordulása
Dél-Amerika északi részén, Bolívia, Brazília, Kolumbia, Ecuador, Francia Guyana, Guyana, Peru, Suriname és Venezuela területén honos. A természetes élőhelye trópusi és szubtrópusi lombhullató erdők és szavannák.

## Megjelenése
Testhossza 22 centiméter, testtömege 32-37 gramm.

## Életmódja
Ízeltlábúakkal táplálkozik.

## Természetvédelmi helyzete
Az elterjedési területe rendkívül nagy, egyedszáma pedig stabil. A Természetvédelmi Világszövetség Vörös listáján nem fenyegetett fajként szerepel.

## Külső hivatkozások
- Képek az interneten a fajról
- Internet Bird Collection
- Xeno-canto.org - a faj hangja és elterjedési területe